# Championnat de Chypre de football 2014-2015
Navigation
Saison 2013-2014 Saison 2015-2016
La saison 2014-2015 du championnat de Chypre de football est la 77e édition du championnat de première division de Chypre.
Cette édition marque le passage à une première division à 12 clubs, contre 14 auparavant. À l'issue d'une première phase de poule unique avec matchs aller-retours, les six premiers clubs jouent la poule pour le titre et les six derniers jouent une poule de relégation. Seul le dernier de cette poule est relégué en deuxième division et remplacé par les trois meilleurs clubs de Second Division, afin de revenir à un championnat à quatorze équipes.
C'est le tenant du titre, l'APOEL Nicosie qui remporte une nouvelle fois la compétition cette saison, après avoir terminé en tête de la poule pour le titre, avec trois points d'avance sur le duo AEK Larnaca-Apollon Limassol. Il s'agit du 24e titre de champion de Chypre de l'histoire du club, qui s'offre également le doublé en battant l'AEL Limassol en finale de la Coupe de Chypre.

## Les 12 clubs participants
- Ayia Napa FC - Promu de D2
- AEL Limassol
- Anorthosis Famagouste
- APOEL Nicosie
- Apollon Limassol
- Aris Limassol
- AEK Larnaca
- Doxa Katokopias
- Othellos Athienou FC - Promu de D2
- Ermís Aradíppou
- Nea Salamina Famagouste
- Omonia Nicosie

## Compétition

### Première phase
| Rang | Équipe                  | Pts | J  | G  | N | P  | Bp | Bc | Diff |
| ---- | ----------------------- | --- | -- | -- | - | -- | -- | -- | ---- |
| 1    | Apollon Limassol        | 48  | 22 | 15 | 3 | 4  | 49 | 26 | +23  |
| 2    | APOEL NicosieT          | 46  | 22 | 13 | 7 | 2  | 34 | 13 | +21  |
| 3    | Omonia Nicosie          | 39  | 22 | 12 | 3 | 7  | 32 | 22 | +10  |
| 4    | AEK Larnaca             | 39  | 22 | 11 | 6 | 5  | 41 | 23 | +18  |
| 5    | Anorthosis Famagouste   | 38  | 22 | 12 | 2 | 8  | 32 | 22 | +10  |
| 6    | Ermís Aradíppou         | 35  | 22 | 10 | 5 | 7  | 29 | 28 | +1   |
| 7    | AEL Limassol            | 30  | 22 | 7  | 9 | 6  | 33 | 26 | +7   |
| 8    | Ethnikos Achna          | 22  | 22 | 5  | 7 | 10 | 18 | 37 | -19  |
| 9    | Nea Salamina Famagouste | 19  | 22 | 4  | 7 | 11 | 16 | 29 | -13  |
| 10   | Othellos Athienou P     | 16  | 22 | 3  | 7 | 12 | 13 | 26 | -13  |
| 11   | Ayia Napa P             | 16  | 22 | 3  | 7 | 12 | 21 | 42 | -21  |
| 12   | Doxa Katokopias         | 14  | 22 | 3  | 5 | 14 | 14 | 38 | -24  |

|  | Participation à la poule pour le titre             |
|  | Participation à la poule de relégation             |
|  | T : Tenant du titre P : Promu de deuxième division |

### Deuxième phase
| Rang | Équipe                | Pts | J  | G  | N  | P  | Bp | Bc | Diff |
| ---- | --------------------- | --- | -- | -- | -- | -- | -- | -- | ---- |
| 1    | APOEL Nicosie T'C'    | 62  | 32 | 17 | 11 | 4  | 52 | 26 | +26  |
| 2    | AEK Larnaca           | 59  | 32 | 17 | 8  | 7  | 56 | 31 | +25  |
| 3    | Apollon Limassol      | 59  | 32 | 18 | 5  | 9  | 59 | 41 | +18  |
| 4    | Omonia Nicosie        | 56  | 32 | 17 | 5  | 10 | 52 | 34 | +18  |
| 5    | Anorthosis Famagouste | 52  | 32 | 16 | 4  | 12 | 50 | 37 | +13  |
| 6    | Ermís Aradíppou       | 40  | 32 | 11 | 7  | 14 | 38 | 55 | -17  |

| Rang | Équipe                  | Pts | J  | G  | N  | P  | Bp | Bc | Diff |
| ---- | ----------------------- | --- | -- | -- | -- | -- | -- | -- | ---- |
| 7    | Ethnikos Achna          | 41  | 32 | 11 | 8  | 13 | 36 | 49 | -13  |
| 8    | AEL Limassol            | 39  | 32 | 9  | 12 | 11 | 42 | 42 | 0    |
| 9    | Nea Salamina Famagouste | 36  | 32 | 9  | 9  | 14 | 31 | 37 | -6   |
| 10   | Ayia Napa FC P          | 30  | 32 | 6  | 12 | 14 | 32 | 54 | -22  |
| 11   | Doxa Katokopias         | 28  | 32 | 7  | 7  | 18 | 29 | 55 | -26  |
| 12   | Othellos Athienou P     | 25  | 32 | 5  | 10 | 17 | 26 | 42 | -16  |

|  | Qualification pour le 2e tour de qualification de la Ligue des champions 2015-2016 |
|  | Qualification pour le 1er tour de qualification de la Ligue Europa 2015-2016       |
|  | Relégation directe en deuxième division                                            |
|  | T Tenant du titre C Vainqueur de la Coupe de Chypre P : Promu de D2                |

## Bilan de la saison
| Championnat de Chypre de football 2014-2015 |                           |
| Champion                                    | APOEL Nicosie (24e titre) |
| Coupes et trophées                          |                           |
| Vainqueur de la Coupe de Chypre 2014-2015   | APOEL Nicosie             |
| Qualifications continentales                |                           |
| Ligue des champions de l'UEFA 2015-2016     | APOEL Nicosie             |
| Ligue Europa 2015-2016                      | AEK Larnaca               |
| Ligue Europa 2015-2016                      | Apollon Limassol          |
| Ligue Europa 2015-2016                      | Omonia Nicosie            |
| Promotions et relégations                   |                           |
| Promus en First Division                    | Enosis Neon Paralimni     |
| Promus en First Division                    | Pafos FC                  |
| Promus en First Division                    | Aris Limassol             |
| Relégués en Second Division                 | Othellos Athienou         |